# Mistrzostwa Rosji w szachach
Mistrzostwa Rosji w szachach – rozgrywany corocznie turniej, mający na celu wyłonienie najlepszych szachistów w Rosji. Pierwsze mistrzostwa Imperium Rosyjskiego rozegrano w roku 1899. Do roku 1914 odbyło się osiem mistrzowskich turniejów. Po powstaniu Związku Radzieckiego, w latach 1920–1991 rozegrano 44 mistrzostwa RFSRR mężczyzn, stanowiących jednocześnie półfinały mistrzostw ZSRR. Po rozpadzie ZSRR mistrzostwa Rosji zachowały numerację organizowanych od roku 1920 turniejów (podobnie w mistrzostwach kobiet, jednak numeracja tych turniejów jest inna niż mistrzostw mężczyzn).

## Lista zwycięzców
| Rok       | Miasto                  | Mężczyźni                                                                           | Miasto           | Kobiety                                                                   |
| --------- | ----------------------- | ----------------------------------------------------------------------------------- | ---------------- | ------------------------------------------------------------------------- |
| 1899      | Moskwa                  | Michaił Czigorin                                                                    |                  |                                                                           |
| 1900/1901 | Moskwa                  | Michaił Czigorin                                                                    |                  |                                                                           |
| 1905/1906 | Petersburg              | Henryk Salwe                                                                        |                  |                                                                           |
| 1907/1908 | Łódź                    | Akiba Rubinstein                                                                    |                  |                                                                           |
| 1909      | Wilno                   | Akiba Rubinstein                                                                    |                  |                                                                           |
| 1912      | Wilno                   | Akiba Rubinstein                                                                    |                  |                                                                           |
| 1913/1914 | Petersburg              | Aleksandr Alechin Aron Nimzowitsch                                                  |                  |                                                                           |
| 1920      | Moskwa                  | Aleksandr Alechin                                                                   |                  |                                                                           |
| 1923      | Piotrogród              | Piotr Romanowski                                                                    |                  |                                                                           |
| 1928      | Moskwa                  | Piotr Izmaiłow                                                                      |                  |                                                                           |
| 1934      | Moskwa                  | Siergiej Bieławieniec                                                               | Moskwa           | Wiera Czudowa                                                             |
| 1935      | Gorki                   | Aleksander Tołusz                                                                   | Gorki            | Nina Golubiewa                                                            |
| 1946      | Swierdłowsk             | Isaak Bolesławski                                                                   |                  |                                                                           |
| 1947      | Kujbyszew               | Nikołaj Nowotielnow                                                                 | Iwanowo          | Olga Strelova                                                             |
| 1948      | Saratów                 | Nikołaj Aratowski Gieorgij Iliwicki                                                 | Kujbyszew        | Aleksandra Daibo                                                          |
| 1949      | Jarosław                | Piotr Dubinin Gieorgij Iliwicki                                                     | Stawropol        | Wiera Tichomirowa                                                         |
| 1950      | Gorki                   | Raszyt Nieżmietdinow                                                                | Rostów nad Donem | Wiera Tichomirowa                                                         |
| 1951      | Jarosław                | Isaak Bolesławski                                                                   | Iwanowo          | Temat Filanovskaya                                                        |
| 1952      | Tuła                    | Lew Aronin Nikołaj Krogius                                                          | Saratóv          | Wiera Tichomirowa                                                         |
| 1953      | Saratów                 | Raszyt Nieżmietdinow                                                                | Soczi            | Wiera Tichomirowa                                                         |
| 1954      | Rostów nad Donem        | Leonid Szamkowicz                                                                   | Gorki            | Temat Filanovskaya                                                        |
| 1955      | Leningrad               | Anatolij Łutikow                                                                    | Tangarog         | Temat Filanovskaya                                                        |
| 1956      | Kisłowodzk              | Leonid Szamkowicz                                                                   | Tuapse           | Valentyna Borisenko                                                       |
| 1957      | Krasnodar               | Raszyt Nieżmietdinow                                                                | Kaluga           | Walentyna Borisenko                                                       |
| 1958      | Soczi                   | Raszyt Nieżmietdinow                                                                | Saratów          | Walentyna Borisenko                                                       |
| 1959      | Woroneż                 | Anatolij Łutikow                                                                    | Jaroslaw         | Klara Skegina                                                             |
| 1960      | Perm                    | Witalij Tarasow Mark Tajmanow                                                       | Soczi            | Walentyna Borisenko                                                       |
| 1961      | Omsk                    | Lew Poługajewski                                                                    | Swierdlowsk      | Klara Skegina                                                             |
| 1963      | Czelabińsk              | Anatolij Lejn                                                                       | Tula             | Klara Skegina                                                             |
| 1964      | Kazań                   | Nikołaj Krogius                                                                     | Dubna            | Natalia Konoplewa                                                         |
| 1966      | Saratów                 | Władimir Siergijewski                                                               | Krasnodar        | Rimma Bilunova                                                            |
| 1968      | Grozny                  | Aleksandr Zajcew                                                                    | Nalczyk          | Rimma Bilunova                                                            |
| 1970      | Kujbyszew               | Anatolij Karpow                                                                     | Kostroma         | Vera Ushakova                                                             |
| 1971      | Penza                   | Walerij Zilbiersztejn                                                               | Krasnodar        | Ludmila Lubarska                                                          |
| 1972      | Rostów nad Donem        | Witalij Cieszkowski                                                                 | Wolgograd        | Ludmila Saunina                                                           |
| 1973      | Omsk                    | Walerij Korienski                                                                   | Archangielsk     | L. Weryczewa                                                              |
| 1974      | Tuła                    | Nuchim Raszkowski                                                                   | Nalczyk          | Aleksandra Kislowa                                                        |
| 1975      |                         |                                                                                     | Czelabińsk       | Aleksandra Kislowa                                                        |
| 1976      | Nowosybirsk             | Nuchim Raszkowski                                                                   | Penza            | Walentyna Koslowskaja                                                     |
| 1977      | Wołgograd               | Walerij Żurawinow Lew Psachis                                                       | Kaliningrad      | Natalia Alechina                                                          |
| 1979      | Swierdłowsk             | Aleksandr Panczenko                                                                 | Kaluga           | Walentyna Koslowskaja-Ludmila Saunina                                     |
| 1980      | Kazań                   | Aleksandr Pietruszyn                                                                | Woroneż          | Jelena Achmilowska                                                        |
| 1981      | Włodzimierz             | Paweł Zarubin                                                                       | Swierdlowsk      | Nadieżna Putjatina                                                        |
| 1982      | Stawropol               | Anatolij Wajser Walerij Czechow                                                     | Ordżonikidze     | Natalia Alechina                                                          |
| 1984      | Briańsk                 | Giennadij Tunik                                                                     | Kaliningrad      | Larisa Polnareva                                                          |
| 1985      | Swierdłowsk             | Aleksandr Pietruszyn                                                                | Lipieck          | Ludmila Saunina                                                           |
| 1986      | Smoleńsk                | Weniamin Sztyrenkow                                                                 | Saratów          | Alla Grinfeld-Ludmila Saunina                                             |
| 1987      | Kursk                   | Andriej Charitonow                                                                  | Swierdlowsk      | Tatiana Stepowaja                                                         |
| 1988      | Woroneż                 | Wadim Ruban Ratmir Chołmow                                                          | Swierdlowsk      | Tatiana Stepowaja                                                         |
| 1989      | Gorki                   | Aleksiej Wyżmanawin                                                                 | Swierdlowsk      | Tatiana Stepowaja                                                         |
| 1990      | Kujbyszew               | Marat Makarow                                                                       | Podolsk          | Ketevan Arakhamia-Grant                                                   |
| 1991      | Smoleńsk                | Siergiej Rublewski                                                                  | Lwów             | Swietłana Matwiejewa                                                      |
| 1992      | Orzeł                   | Aleksiej Gawriłow                                                                   | ?                | Swietłana Prudnikowa                                                      |
| 1993      | Tiumeń                  | Aleksiej Biezgodow                                                                  | Lipieck          | Ludmila Zajcewa                                                           |
| 1994      | Elista                  | Piotr Swidler                                                                       | Elista           | Jekatierina Kowalewska                                                    |
| 1995      | Elista                  | Piotr Swidler                                                                       | Elista           | Julija Diemina                                                            |
| 1996      | Elista                  | 1. Aleksandr Chalifman 2. Aleksiej Driejew 3. Siemion Dwojris                       | Elista           | 1. Ludmiła Zajcewa 2. Swietłana Prudnikowa                                |
| 1997      | Elista                  | 1. Piotr Swidler 2. Jewgienij Bariejew 3. Aleksiej Driejew                          | Elista           | 1. Alisa Gallamowa 2. Swietłana Prudnikowa 3. Swietłana Matwiejewa        |
| 1998      | Soczi                   | 1. Aleksandr Moroziewicz 2. Piotr Swidler 3. Konstantin Sakajew                     | Elista           | 1. Swietłana Prudnikowa 2. Jekatierina Kowalewska 3. Alisa Gallamowa      |
| 1999      | Moskwa system pucharowy | 1. Konstantin Sakajew 2. Aleksiej Biezgodow 3. Michaił Kobalija 4. Aleksandr Łastin | Moskwa           | 1. Julija Diemina 2. Swietłana Matwiejewa 3. Jelena Zajac                 |
| 2000      | Samara                  | 1. Siergiej Wołkow 2. Aleksander Rustemow 3. Konstantin Asiejew                     | Elista           | 1. Jekatierina Kowalewska 2. Aleksandra Kostieniuk 3. Julija Galianina    |
| 2001      | Elista                  | 1. Aleksandr Motylow 2. Aleksandr Łastin 3. Andriej Charłow                         | Elista           | 1. Olga Zimina 2. Julija Diemina 3. Jekatierina Korbut                    |
| 2002      | Krasnodar               | 1. Aleksandr Łastin 2. Paweł Smirnow 3. Aleksiej Korotylow                          | Elista           | 1. Tatjana Kosincewa 2. Swietłana Matwiejewa 3. Jekatierina Połownikowa   |
| 2003      | Krasnojarsk             | 1. Piotr Swidler 2. Aleksandr Moroziewicz 3. Władimir Małachow                      | Elista           | 1. Irina Sławina 2. Tatjana Stiepowa 3. Julija Diemina                    |
| 2004      | Moskwa                  | 1. Garri Kasparow 2. Aleksandr Griszczuk 3. Aleksiej Driejew                        | Kazań            | 1. Tatjana Kosincewa 2. Aleksandra Kostieniuk 3. Nadieżda Kosincewa       |
| 2005      | Moskwa                  | 1. Siergiej Rublewski 2. Dmitrij Jakowienko 3. Aleksandr Moroziewicz                | Samara           | 1. Aleksandra Kostieniuk 2. Tatjana Kosincewa 3. Jekatierina Kowalewska   |
| 2006      | Moskwa                  | 1. Jewgienij Aleksiejew 2. Dmitrij Jakowienko 3. Ernesto Inarkijew                  | Gorodiec         | 1. Jekatierina Korbut 2. Jelena Tairowa 3. Tatjana Kosincewa              |
| 2007      | Moskwa → wyniki         | 1. Aleksandr Moroziewicz 2. Aleksandr Griszczuk 3. Jewgienij Tomaszewski            | Moskwa           | 1. Tatjana Kosincewa 2. Jelena Tairowa 3. Jewgienija Owod                 |
| 2008      | Moskwa                  | 1. Piotr Swidler 2. Dmitrij Jakowienko 3. Jewgienij Aleksiejew                      | Moskwa           | 1. Nadieżda Kosincewa 2. Tatjana Kosincewa 3. Anastasija Bodnaruk         |
| 2009      | Moskwa                  | 1. Aleksandr Griszczuk 2. Piotr Swidler 3. Nikita Witiugow                          | Moskwa           | 1. Alisa Gallamowa 2. Nadieżda Kosincewa 3. Walentina Gunina              |
| 2010      | Moskwa                  | 1. Jan Niepomniaszczij 2. Siergiej Kariakin 3. Aleksandr Griszczuk                  | Moskwa           | 1. Alisa Gallamowa 2. Natalia Pogonina 3. Tatjana Kosincewa               |
| 2011      | Moskwa                  | 1. Piotr Swidler 2. Aleksandr Moroziewicz 3. Aleksandr Griszczuk                    | Moskwa           | 1. Walentina Gunina 2. Alisa Gallamowa 3. Darja Czaroczkina               |
| 2012      | Moskwa                  | 1. Dmitrij Andriejkin 2. Siergiej Kariakin 3. Piotr Swidler                         | Moskwa           | 1. Natalia Pogonina 2. Walentina Gunina 3. Nadieżda Kosincewa             |
| 2013      | Niżny Nowogród          | 1. Piotr Swidler 2. Jan Niepomniaszczij 3. Nikita Witiugow                          | Niżny Nowogród   | 1. Walentina Gunina 2. Aleksandra Kostieniuk 3. Natalia Pogonina          |
| 2014      | Kazań                   | 1. Igor Łysyj 2. Dmitrij Jakowienko 3. Denis Chismatullin                           | Kazań            | 1. Walentina Gunina 2. Alisa Gallamowa 3. Aleksandra Goriaczkina          |
| 2015      | Czyta                   | 1. Jewgienij Tomaszewski 2. Siergiej Kariakin 3. Nikita Witiugow                    | Czyta            | 1. Aleksandra Goriaczkina 2. Aleksandra Kostieniuk 3. Anastasija Bodnaruk |
| 2016      | Nowosybirsk             | 1. Aleksandr Riazantsev                                                             | Novosybirsk      | 1. Aleksandra Kosteniuk                                                   |
| 2017      | Sankt Petersburg        | 1. Piotr Swidler                                                                    | Sankt Petersburg | 1. Aleksandra Goryachkina                                                 |
| 2018      | Satka                   | 1. Dmitrij Andreikin                                                                | Satka            | 1. Natalia Pogonina                                                       |
| 2019      | Wotkińsk-Iżewsk         | 1. Jewgienuij Tomaszewski                                                           | Wotkińsk-Iżewsk  | 1. Olga Girya                                                             |
| 2020      | Moskwa                  | 1. Ian Nepomucen                                                                    | Moskwa           | 1. Aleksandra Goryachkina                                                 |
| 2021      | Ufa                     | 1. Nikita Witiugow                                                                  | Ufa              | 1. Valentyna Gunina                                                       |
| 2022      | Czeboksary              | 1. Daniil Dubow                                                                     | Czeboksary       | 1. Valentyna Gunina                                                       |
| 2023      | Carskie Sioło           | 1. Wladyslaw Artemiew                                                               | Carskie Siolo    | 1. Baira Kovanowa                                                         |
| 2024      | Barnauł                 | 1. Wladyslaw Artemiew                                                               | Barnaul          | 1. Kateryna Lagno                                                         |